# The Lay of Thrym
«The Lay of Thrym» — музичний альбом гурту Týr. Виданий 27 травня 2011 року лейблом Napalm Records. Альбом відносять до напрямків фолк-метал, вікінг-метал. Назва альбому походить від одного з найвідоміших віршів Поетичної Едди під назвою «Þrymskviða», «Пісня про Трюма». Гурт оголосив назву альбому та дату його релізу на своїй сторінці на MySpace. Обкладинку створив угорський ілюстратор Дьюла Гаванчак. Цей альбом став останнім за участі барабанщика Карі Стреймоя.

## Список пісень
1. Flames of the Free
2. Shadow of the Swastika
3. Take Your Tyrant
4. Evening Star
5. Hall of Freedom
6. Fields of the Fallen
7. Konning Hans
8. Ellindur Bóndi á Jaðri
9. Nine Worlds of Lore
10. The Lay of Thrym
11. I (Black Sabbath Cover — Bonus Track)
12. Stargazer (Rainbow Cover — Bonus Track)